# ایران در بازی های پاراآسیایی
ایران در اولین دوره رقابتهای بازی‌های پارا آسیایی در سال ۲۰۱۰ شرکت کرد و از آن زمان تاکنون ورزشکارانی را برای شرکت در هر دوره بازیهای پارا آسیایی اعزام کرده‌است.

## بازیهای پارا آسیایی

### مدال‌ها در دوره‌های مختلف
| بازی‌ها       | رتبه | طلا | نقره | برنز | جمع |
| ------------ | ---- | --- | ---- | ---- | --- |
| ۲۰۱۰ گوانگژو | ۴    | ۲۷  | ۲۴   | ۲۹   | ۸۰  |
| ۲۰۱۴ اینچئون | ۴    | ۳۷  | ۵۲   | ۳۱   | ۱۲۰ |
| ۲۰۱۸ جاکارتا | ۳    | ۵۱  | ۴۳   | ۴۲   | ۱۳۶ |
| ۲۰۲۲ هانگژو  | ۲    | ۴۴  | ۴۶   | ۴۱   | ۱۳۱ |
| جمع          | ۳    | ۱۵۹ | ۱۶۵  | ۱۴۳  | ۴۶۷ |